# Seria GP2 – Monza 2016
Runda GP2 na torze Autodromo Nazionale di Monza – dziewiąta runda mistrzostw serii GP2 w sezonie 2016.

## Lista startowa
| Nr | Kierowca            | Zespół                  | Samochód       | Silnik              | Opony |
| -- | ------------------- | ----------------------- | -------------- | ------------------- | ----- |
| 1  | Nobuharu Matsushita | ART Grand Prix          | Dallara GP2/11 | Mecachrome V8 4.00l | P     |
| 2  | Siergiej Sirotkin   | ART Grand Prix          | Dallara GP2/11 | Mecachrome V8 4.00l | P     |
| 3  | Norman Nato         | Racing Engineering      | Dallara GP2/11 | Mecachrome V8 4.00l | P     |
| 4  | Jordan King         | Racing Engineering      | Dallara GP2/11 | Mecachrome V8 4.00l | P     |
| 5  | Alex Lynn           | DAMS                    | Dallara GP2/11 | Mecachrome V8 4.00l | P     |
| 6  | Nicholas Latifi     | DAMS                    | Dallara GP2/11 | Mecachrome V8 4.00l | P     |
| 7  | Mitch Evans         | Pertamina Campos Racing | Dallara GP2/11 | Mecachrome V8 4.00l | P     |
| 8  | Sean Gelael         | Pertamina Campos Racing | Dallara GP2/11 | Mecachrome V8 4.00l | P     |
| 9  | Raffaele Marciello  | Russian Time            | Dallara GP2/11 | Mecachrome V8 4.00l | P     |
| 10 | Artiom Markiełow    | Russian Time            | Dallara GP2/11 | Mecachrome V8 4.00l | P     |
| 11 | Gustav Malja        | Rapax                   | Dallara GP2/11 | Mecachrome V8 4.00l | P     |
| 12 | Arthur Pic          | Rapax                   | Dallara GP2/11 | Mecachrome V8 4.00l | P     |
| 14 | Philo Paz Armand    | Trident                 | Dallara GP2/11 | Mecachrome V8 4.00l | P     |
| 15 | Luca Ghiotto        | Trident                 | Dallara GP2/11 | Mecachrome V8 4.00l | P     |
| 18 | Sergio Canamasas    | Carlin                  | Dallara GP2/11 | Mecachrome V8 4.00l | P     |
| 19 | Marvin Kirchhöfer   | Carlin                  | Dallara GP2/11 | Mecachrome V8 4.00l | P     |
| 20 | Antonio Giovinazzi  | Prema Racing            | Dallara GP2/11 | Mecachrome V8 4.00l | P     |
| 21 | Pierre Gasly        | Prema Racing            | Dallara GP2/11 | Mecachrome V8 4.00l | P     |
| 22 | Oliver Rowland      | MP Motorsport           | Dallara GP2/11 | Mecachrome V8 4.00l | P     |
| 23 | Daniël de Jong      | MP Motorsport           | Dallara GP2/11 | Mecachrome V8 4.00l | P     |
| 24 | Nabil Jeffri        | Arden International     | Dallara GP2/11 | Mecachrome V8 4.00l | P     |
| 25 | Jimmy Eriksson      | Arden International     | Dallara GP2/11 | Mecachrome V8 4.00l | P     |
| Nr | Kierowca            | Zespół                  | Samochód       | Silnik              | Opony |

## Wyniki

### Sesja treningowa
| Nr | Kierowca     | Konstruktor  | Czas     | Okr. |
| -- | ------------ | ------------ | -------- | ---- |
| 21 | Pierre Gasly | Prema Racing | 1:31,990 | 9    |

### Kwalifikacje
Źródło: gpupdate.net
| 1                 | 21 | Pierre Gasly        | Prema Racing            | 1:31,199 | 1       |
| 2                 | 10 | Artiom Markiełow    | Russian Time            | 1:31,548 | 2       |
| 3                 | 12 | Arthur Pic          | Rapax                   | 1:31,617 | 3       |
| 4                 | 7  | Mitch Evans         | Pertamina Campos Racing | 1:31,666 | 4       |
| 5                 | 4  | Jordan King         | Racing Engineering      | 1:31,710 | 5       |
| 6                 | 5  | Alex Lynn           | DAMS                    | 1:31,775 | 6       |
| 7                 | 2  | Siergiej Sirotkin   | ART Grand Prix          | 1:31,816 | 7       |
| 8                 | 3  | Norman Nato         | Racing Engineering      | 1:31,845 | 8       |
| 9                 | 15 | Luca Ghiotto        | Trident                 | 1:31,855 | 9       |
| 10                | 22 | Oliver Rowland      | MP Motorsport           | 1:31,864 | 10      |
| 11                | 9  | Raffaele Marciello  | Russian Time            | 1:31,986 | 11      |
| 12                | 1  | Nobuharu Matsushita | ART Grand Prix          | 1:32,037 | 12      |
| 13                | 19 | Marvin Kirchhöfer   | Carlin                  | 1:32,172 | 13      |
| 14                | 6  | Nicholas Latifi     | DAMS                    | 1:32,192 | 14      |
| 15                | 18 | Sergio Canamasas    | Carlin                  | 1:32,196 | 15      |
| 16                | 11 | Gustav Malja        | Rapax                   | 1:32,215 | 16      |
| 17                | 8  | Sean Gelael         | Pertamina Campos Racing | 1:32,481 | 17      |
| 18                | 23 | Daniël de Jong      | MP Motorsport           | 1:33,071 | 18      |
| 19                | 14 | Philo Paz Armand    | Trident                 | 1:33,269 | 19      |
| 20                | 25 | Jimmy Eriksson      | Arden International     | 1:33,929 | 20      |
| Zdyskwalifikowani |    |                     |                         |          |         |
|                   | 20 | Antonio Giovinazzi  | Prema Racing            | 1:31,253 | 21      |
|                   | 24 | Nabil Jeffri        | Arden International     | 1:31,795 | 22      |
| Poz.              | Nr | Kierowca            | Konstruktor             | Czas     | Poz. s. |

### Główny wyścig

#### Wyścig
Źródło: Wyprzedź Mnie!
| P                 | + / – | Nr | Kierowca            | Konstruktor             | Okr. | Czas / Strata | Komentarz |
| ----------------- | ----- | -- | ------------------- | ----------------------- | ---- | ------------- | --------- |
| 1                 | 20    | 20 | Antonio Giovinazzi  | Prema Racing            | 30   | 52:28,474     |           |
| 2                 | 9     | 9  | Raffaele Marciello  | Russian Time            | 30   | +0:01,457     |           |
| 3                 | 13    | 11 | Gustav Malja        | Rapax                   | 30   | +0:01,988     |           |
| 4                 | 3     | 21 | Pierre Gasly        | Prema Racing            | 30   | +0:02,294     |           |
| 5                 | 3     | 3  | Norman Nato         | Racing Engineering      | 30   | +0:02,809     |           |
| 6                 | 3     | 15 | Luca Ghiotto        | Trident                 | 30   | +0:02,823     |           |
| 7                 | 2     | 4  | Jordan King         | Racing Engineering      | 30   | +0:03,896     |           |
| 8                 | 4     | 7  | Mitch Evans         | Pertamina Campos Racing | 30   | +0:06,311     |           |
| 9                 | 1     | 22 | Oliver Rowland      | MP Motorsport           | 30   | +0:07,898     |           |
| 10                | 8     | 10 | Artiom Markiełow    | Russian Time            | 30   | +0:09,416     |           |
| 11                | 1     | 1  | Nobuharu Matsushita | ART Grand Prix          | 30   | +0:10,277     |           |
| 12                | 6     | 5  | Alex Lynn           | DAMS                    | 30   | +0:11,013     |           |
| 13                | 208   | 24 | Nabil Jeffri        | Arden International     | 30   | +0:17,807     |           |
| 14                | 7     | 2  | Siergiej Sirotkin   | ART Grand Prix          | 30   | +0:18,524     |           |
| 14                | 6     | 25 | Jimmy Eriksson      | Arden International     | 30   | +0:18,109     |           |
| 15                | 1     | 6  | Nicholas Latifi     | DAMS                    | 30   | +0:22,201     |           |
| 16                | 2     | 23 | Daniël de Jong      | MP Motorsport           | 30   | +0:22,555     |           |
| 17                | 4     | 19 | Marvin Kirchhöfer   | Carlin                  | 30   | +0:22,833     |           |
| 18                | 1     | 14 | Philo Paz Armand    | Trident                 | 30   | +0:23,482     |           |
| 20                | 3     | 8  | Sean Gelael         | Pertamina Campos Racing | 29   | +1 okr.       |           |
| Niesklasyfikowani |       |    |                     |                         |      |               |           |
|                   |       | 18 | Sergio Canamasas    | Carlin                  | 15   | +15 okr.      |           |
|                   |       | 12 | Arthur Pic          | Rapax                   | 15   | +15 okr.      | [ 4 ]     |
| P                 | + / – | Nr | Kierowca            | Konstruktor             | Okr. | Czas / Strata | Komentarz |

#### Najszybsze okrążenie
| Nr | Kierowca     | Konstruktor | Czas     | Okr. |
| -- | ------------ | ----------- | -------- | ---- |
| 15 | Luca Ghiotto | Trident     | 1:33,980 | 27   |

### Sprint

#### Wyścig
Źródło: Wyprzedź Mnie!
| P                 | + / –     | Nr | Kierowca            | Konstruktor             | Okr. | Czas / Strata | Komentarz |
| ----------------- | --------- | -- | ------------------- | ----------------------- | ---- | ------------- | --------- |
| 1                 | 3         | 3  | Norman Nato         | Racing Engineering      | 21   | 33:51,821     |           |
| 2                 | 3         | 21 | Pierre Gasly        | Prema Racing            | 21   | +0:04,312     |           |
| 3                 | 5         | 20 | Antonio Giovinazzi  | Prema Racing            | 21   | +0:08,495     |           |
| 4                 | 2         | 4  | Jordan King         | Racing Engineering      | 21   | +0:12,775     |           |
| 5                 | 7         | 5  | Alex Lynn           | DAMS                    | 21   | +0:13,576     |           |
| 6                 | 5         | 1  | Nobuharu Matsushita | ART Grand Prix          | 21   | +0:13,586     |           |
| 7                 | 1         | 11 | Gustav Malja        | Rapax                   | 21   | +0:21,526     |           |
| 8                 | 9         | 19 | Marvin Kirchhöfer   | Carlin                  | 21   | +0:22,566     |           |
| 9                 | Bez zmian | 22 | Oliver Rowland      | MP Motorsport           | 21   | +0:29,225     |           |
| 10                | Bez zmian | 10 | Artiom Markiełow    | Russian Time            | 21   | +0:12,813     | [ 6 ]     |
| 11                | 11        | 12 | Arthur Pic          | Rapax                   | 21   | +0:34,192     |           |
| 12                | 1         | 24 | Nabil Jeffri        | Arden International     | 21   | +0:34,194     |           |
| 13                | 8         | 18 | Sergio Canamasas    | Carlin                  | 21   | +0:36,845     |           |
| 14                | 7         | 9  | Raffaele Marciello  | Russian Time            | 21   | +0:40,665     |           |
| 15                | Bez zmian | 6  | Nicholas Latifi     | DAMS                    | 21   | +0:21,503     | [ 6 ]     |
| 16                | 4         | 8  | Sean Gelael         | Pertamina Campos Racing | 21   | +0:44,059     |           |
| 17                | 1         | 14 | Philo Paz Armand    | Trident                 | 21   | +0:48,628     |           |
| 18                | 4         | 25 | Jimmy Eriksson      | Arden International     | 20   | +1 okr.       |           |
| 19                | 3         | 23 | Daniël de Jong      | MP Motorsport           | 20   | +1 okr.       |           |
| Niesklasyfikowani |           |    |                     |                         |      |               |           |
|                   |           | 2  | Siergiej Sirotkin   | ART Grand Prix          | 6    | +15 okr.      |           |
|                   |           | 7  | Mitch Evans         | Pertamina Campos Racing | 0    | +21 okr.      |           |
|                   |           | 15 | Luca Ghiotto        | Trident                 | 0    | +21 okr.      |           |
| P                 | + / –     | Nr | Kierowca            | Konstruktor             | Okr. | Czas / Strata | Komentarz |

#### Najszybsze okrążenie
| Nr | Kierowca         | Konstruktor  | Czas     | Okr. |
| -- | ---------------- | ------------ | -------- | ---- |
| 10 | Artiom Markiełow | Russian Time | 1:33,727 | 5    |

## Klasyfikacja po zakończeniu rundy

### Kierowcy
| P  | +/− | Kierowca            | Starty | Punkty | P1 | P2 | P3 | PP | NO | NS |
| -- | --- | ------------------- | ------ | ------ | -- | -- | -- | -- | -- | -- |
| 1  | 0   | Pierre Gasly        | 18     | 172    | 3  | 3  | 1  | 3  | 2  | 3  |
| 2  | 0   | Antonio Giovinazzi  | 18     | 164    | 4  | 2  | 1  | 2  | 2  | 3  |
| 3  | 0   | Raffaele Marciello  | 18     | 138    | –  | 1  | 4  | –  | –  | –  |
| 4  | 0   | Siergiej Sirotkin   | 18     | 115    | 2  | 2  | 2  | 3  | 1  | 4  |
| 5  | +1  | Jordan King         | 18     | 112    | 2  | 2  | 1  | –  | 1  | 1  |
| 6  | +2  | Norman Nato         | 18     | 107    | 2  | 1  | 1  | 1  | 1  | 4  |
| 7  | −2  | Oliver Rowland      | 18     | 106    | –  | 1  | 3  | –  | –  | –  |
| 8  | −1  | Alex Lynn           | 18     | 93     | 2  | –  | 2  | –  | –  | 2  |
| 9  | 0   | Luca Ghiotto        | 18     | 90     | –  | 2  | 1  | –  | 2  | 4  |
| 10 | 0   | Artiom Markiełow    | 18     | 82     | 1  | –  | –  | –  | 4  | 3  |
| 11 | 0   | Mitch Evans         | 18     | 81     | 1  | –  | –  | –  | 2  | 3  |
| 12 | 0   | Nobuharu Matsushita | 16     | 62     | 1  | –  | –  | –  | 3  | 2  |
| 13 | +1  | Gustav Malja        | 18     | 45     | –  | 1  | 1  | –  | –  | 1  |
| 14 | −1  | Arthur Pic          | 18     | 36     | –  | –  | 1  | –  | –  | 4  |
| 15 | 0   | Sean Gelael         | 18     | 24     | –  | 1  | –  | –  | –  | 4  |
| 16 | +1  | Marvin Kirchhöfer   | 18     | 21     | –  | 1  | –  | –  | –  | 3  |
| 17 | −1  | Nicholas Latifi     | 18     | 21     | –  | 1  | –  | –  | –  | 4  |
| 18 | 0   | Sergio Canamasas    | 16     | 16     | –  | –  | –  | –  | –  | 3  |
| 19 | 0   | Jimmy Eriksson      | 18     | 10     | –  | –  | –  | –  | –  | 3  |
| 20 | 0   | Daniël de Jong      | 18     | 6      | –  | –  | –  | –  | –  | 1  |
| 21 | 0   | Nabil Jeffri        | 18     | 2      | –  | –  | –  | –  | –  | 4  |
| 22 | 0   | René Binder         | 4      | 0      | –  | –  | –  | –  | –  | –  |
| 23 | 0   | Philo Paz Armand    | 18     | 0      | –  | –  | –  | –  | –  | 6  |
| P  | +/− | Kierowca            | Starty | Punkty | P1 | P2 | P3 | PP | NO | NS |

### Zespoły
| P  | +/− | Konstruktor             | Starty | Punkty | P1 | P2 | P3 | PP | NO | NS |
| -- | --- | ----------------------- | ------ | ------ | -- | -- | -- | -- | -- | -- |
| 1  | 0   | Prema Racing            | 36     | 336    | 7  | 5  | 2  | 11 | 4  | 6  |
| 2  | 0   | Russian Time            | 36     | 220    | 1  | 1  | 4  | –  | 4  | 3  |
| 3  | 0   | Racing Engineering      | 36     | 219    | 4  | 3  | 2  | 2  | 3  | 5  |
| 4  | 0   | ART Grand Prix          | 36     | 177    | 3  | 2  | 2  | 6  | 4  | 6  |
| 5  | +1  | DAMS                    | 36     | 114    | 2  | 1  | 2  | –  | –  | 6  |
| 6  | −1  | MP Motorsport           | 36     | 112    | –  | 1  | 3  | –  | –  | 1  |
| 7  | 0   | Pertamina Campos Racing | 36     | 105    | 1  | 1  | –  | –  | 2  | 7  |
| 8  | 0   | Trident                 | 36     | 90     | –  | 2  | 1  | –  | 2  | 10 |
| 9  | 0   | Rapax                   | 36     | 81     | –  | 1  | 2  | –  | –  | 5  |
| 10 | 0   | Carlin                  | 36     | 37     | –  | 1  | –  | –  | –  | 6  |
| 11 | 0   | Arden International     | 36     | 12     | –  | –  | –  | –  | –  | 7  |
| P  | +/− | Kierowca                | Starty | Punkty | P1 | P2 | P3 | PP | NO | NS |